# 44. pehotni polk (Avstro-Ogrska)
Za druge 44. polke glejte 44. polk.
44. pehotni polk je bil pehotni polk avstro-ogrske skupne vojske.

## Zgodovina
Polk je bil ustanovljen leta 1744. 

### Prva svetovna vojna
Polkovna narodnostna sestava leta 1914 je bila: 88% Madžarov in 12% drugih. Naborni okraj polka je bil v Kaposváru, pri čemer so bile polkovne enote garnizirane sledeče: Dunaj (štab, I. in II. bataljon), Kaposvar (III. bataljon) in Bileća (IV. bataljon).
V sklopu t. i. Conradovih reform leta 1918 (od junija naprej) je bilo znižano število polkovnih bataljonov na 3.

## Organizacija
1918 (po reformi)
- 2. bataljon
- 3. bataljon
- 4. bataljon

## Poveljniki polka
- 1859: Carl Kaim von Kaimthal[7]
- 1865: nihče[8]
- 1879: Maximilian Gottl[9]
- 1908: Otto Hauska[10]
- 1914: Karl Mihanovic von Frankenhardt[1]